# Blautia coccoides
Espèce
Blautia coccoides est une espèce de bactéries à gram positif de la famille des Lachnospiraceae.

## Taxonomie
Le nom correct complet (avec auteur) de ce taxon est Blautia coccoides (Kaneuchi et al., 1976) Liu et al., 2008. Le nom de ce taxon a été validé la même année.
Blautia coccoides a pour synonyme :
- Clostridium coccoides Kaneuchi et al., 1976

### Étymologie
L'étymologie de l'épithète spécifique de Blautia coccoides est la suivante : coc.co’i.des. N.L. masc. n. coccus, coque ; du masculin grec. n. kokkos, grain, graine ; L. adj. suff. -oides, ressemblant, similaire ; de l'adjectif neutre et suffixe grec -eides, ressemblant, similaire ; du Gr. neut. n. eîdos, qui est vu, forme, figure ; N.L. adj. coccoides, similaire à une baie, en forme de baie.